# Стрелка (городской округ Семёновский)
Стрелка — заброшенная деревня в составе городского округа Семёновский Нижегородской области. Входит в состав Беласовского сельсовета.
Расположена на одноимённой реке (правый приток Медведовки) в 20 км к северу от Семёнова. Высота над уровнем моря — 110—120 м.

Имеется подъездная дорога от деревни Богоявление. В 8 км к юго-востоку находится ж.-д. станция Керженец на линии Н.Новгород — Котельнич. 
| 2002 | 2010 |
| ---- | ---- |
| 0    | →0   |

## История
В 1970 году в деревне произошел сильный пожар, погорельцы начали уезжать и отстраиваться в других деревнях, закрылась начальная школа. В 1974 году закрылся клуб. Последние постоянные жители уехали в 1985 году.